# Dotsero (Colorado)
Dotsero es un lugar designado por el censo ubicado en el condado de Eagle en el estado estadounidense de Colorado. En el Censo de 2010 tenía una población de 705 habitantes y una densidad poblacional de 169,91 personas por km².

## Geografía
Dotsero se encuentra ubicado en las coordenadas 39°38′42″N 107°2′38″O / 39.64500, -107.04389. Según la Oficina del Censo de los Estados Unidos, Dotsero tiene una superficie total de 4.15 km², de la cual 3.64 km² corresponden a tierra firme y (12.23%) 0.51 km² es agua.

## Demografía
Según el censo de 2010, había 705 personas residiendo en Dotsero. La densidad de población era de 169,91 hab./km². De los 705 habitantes, Dotsero estaba compuesto por el 52.77% blancos, el 1.42% eran afroamericanos, el 0.14% eran amerindios, el 0.71% eran asiáticos, el 0% eran isleños del Pacífico, el 42.55% eran de otras razas y el 2.41% pertenecían a dos o más razas. Del total de la población el 81.42% eran hispanos o latinos de cualquier raza.